# Thiais
Thiais este un oraș în Franța, în departamentul Val-de-Marne, în regiunea Île-de-France.

## Personalități născute aici
- Georges William Thornley (1857 - 1935), pictor, gravor.

1. ↑  répertoire géographique des communes, accesat în 26 octombrie 2015
2. ↑  dataset of postal codes in France, 1 octombrie 2018